# Australische Langhaarratte
Die Australische Langhaarratte (Rattus villosissimus) ist ein im zentralen und nördlichen Australien verbreitetes Nagetier in der Gattung der Ratten.

## Taxonomie
Die Population zählte längere Zeit als Unterart der Dunklen Feldratte (Rattus sordidus). Genetische Studien wiesen jedoch eine nähere Verwandtschaft zur Australischen Dunkelratte (Rattus colletti) nach. Alle drei Arten und eine im Jahr 2005 noch nicht beschriebene Art stellen vermutlich eine Entwicklungslinie dar. Es gibt weiterhin genetische Sequenzen, die auf eine nähere Verwandtschaft zu Bandikutratten und Rajah-Ratten als zu anderen eigentlichen Ratten hindeuten.
Dieses Nagetier erhielt anfänglich durch John Gould den wissenschaftlichen Namen Mus longipilis. Später stellt sich heraus, dass der Name schon durch die südamerikanische Langhaar-Andenfeldmaus (Abrothrix longipilis) besetzt war, die zu dieser Zeit ebenfalls zur Gattung Mus gezählt wurde. Edgar Ravenswood Waite führte deswegen eine Neubeschreibung mit dem Artzusatz villosissimus durch.

## Merkmale
Männchen sind mit einer Kopf-Rumpf-Länge bis zu 187 mm, einer Schwanzlänge bis 150 mm und einem Durchschnittsgewicht von 156 g größer als Weibchen, die ohne Schwanz bis zu 167 mm lang sind, während der Schwanz 140 mm erreicht. Das Gewicht der Weibchen liegt bei 112 g. Wie der deutsche Name andeutet, sind die langen und borstigen Deckhaare auf der weichen Unterwolle typisch für die Art. Einige schwarze Haare im oberseitigen hellgrauen Fell erzeugen ein gesprenkeltes Aussehen. Brauntöne, wie bei vielen anderen australischen Ratten, kommen nicht vor.

## Verbreitung
Das Verbreitungsgebiet reicht vom Nordosten von Western Australia über Northern Territory und das nördliche South Australia bis in den Westen von Queensland und in den äußersten Nordwesten von New South Wales. Die Exemplare leben in Wüsten, auf Grasflächen und in Buschländern, brauchen jedoch ständig Zugang zu Nahrung und Wasser. Die Tiere können bis zu 13 Tage ohne diese Voraussetzungen überleben. Bei Massenauftreten besuchen sie Acker- und Weideflächen.

## Lebensweise
Die vorwiegend nachtaktive Australische Langhaarratte vermehrt sich sehr schnell. Sie legt unterirdische Baue an, die recht einfach oder komplex mit weit verzweigten Gängen und mehreren Kammern sein können. Allgemein verbringt die Art 80 Prozent des Tages unterirdisch und sie klettert nicht in Gewächsen. Nach kurzen Sprints durch offenes Gelände wird der Schutz von Bewuchs gesucht. Die Nahrung besteht hauptsächlich aus Blättern, Gras, Pflanzenstängeln, Wurzeln, Kräutern, Sukkulenten, die durch Pflanzensamen und Insekten komplettiert werden. Selten zählen größere Tiere zur Beute, wobei auch Kannibalismus dokumentiert wurde.
Dieses Nagetier kann sich zu allen Jahreszeiten fortpflanzen. Nach 22 bis 24 Tagen Trächtigkeit werden meist 5 bis 10 Nachkommen geboren. Unter guten Voraussetzungen kann ein Weibchen alle drei Wochen bis zu 12 Nachkommen haben. Durchschnittlich tritt die Geschlechtsreife nach 70 Tagen ein.
Die Australische Langhaarratte fällt Greifvögeln, Schleiereulen, dem Schwarzachselaar, der Doppelkamm-Beutelmaus, dem Dingo, Hauskatzen, Rotfüchsen oder dem Inlandtaipan zum Opfer.

## Australische Langhaarratte und Menschen
Die explosionsartige Vergrößerung der Population nach Regenfällen wurde schon zeitig nach der Ankunft der Europäer auf dem Kontinent festgestellt. Das Camp einer in den 1860er Jahren durchgeführten Expedition unter Leitung von Robert O’Hara Burke und William John Wills wurde von tausenden Exemplaren heimgesucht. Einer der englischen Trivialnamen dieser Art in Australien ist Plague Rat (Pestratte, der im Deutschen für verschiedene andere Nagetiere genutzt wird).
Gelegentlich fallen Baue der Art unter der Last von Rindern zusammen. In Trockenzeiten können Katzen die Population gebietsweise deutlich minimieren. In Western Australia existieren Programme, die zur Erhaltung eines Bestandes führen sollen, der als gesund betrachtet wird. Die Tötung von Exemplaren kann nur mit einer Erlaubnis des Amtes für Umwelt und Naturbewahrung erfolgen. Die IUCN listet die Australische Langhaarratte als nicht gefährdet (least concern).